# Área Metropolitana Alto Hospicio-Iquique
El Área Metropolitana Alto Hospicio-Iquique, conocido anteriormente como Conurbación Iquique–Alto Hospicio o Gran Iquique, es el área metropolitana que conforman las comunas de Iquique y Alto Hospicio, correspondientes a la Provincia de Iquique en la Región de Tarapacá, Chile. Según los resultados del censo 2017 contaría con 299.843 habitantes: 191.468 de Iquique y 108.375 de Alto Hospicio, lo que la convierte en la tercera área metropolitana más poblada del norte de Chile tras Gran La Serena y Antofagasta; y en la séptima a nivel nacional.
El área metropolitana fue constituida oficialmente mediante el Decreto 193 del Ministerio del Interior y Seguridad Pública, publicado el 21 de diciembre de 2023.

## Población

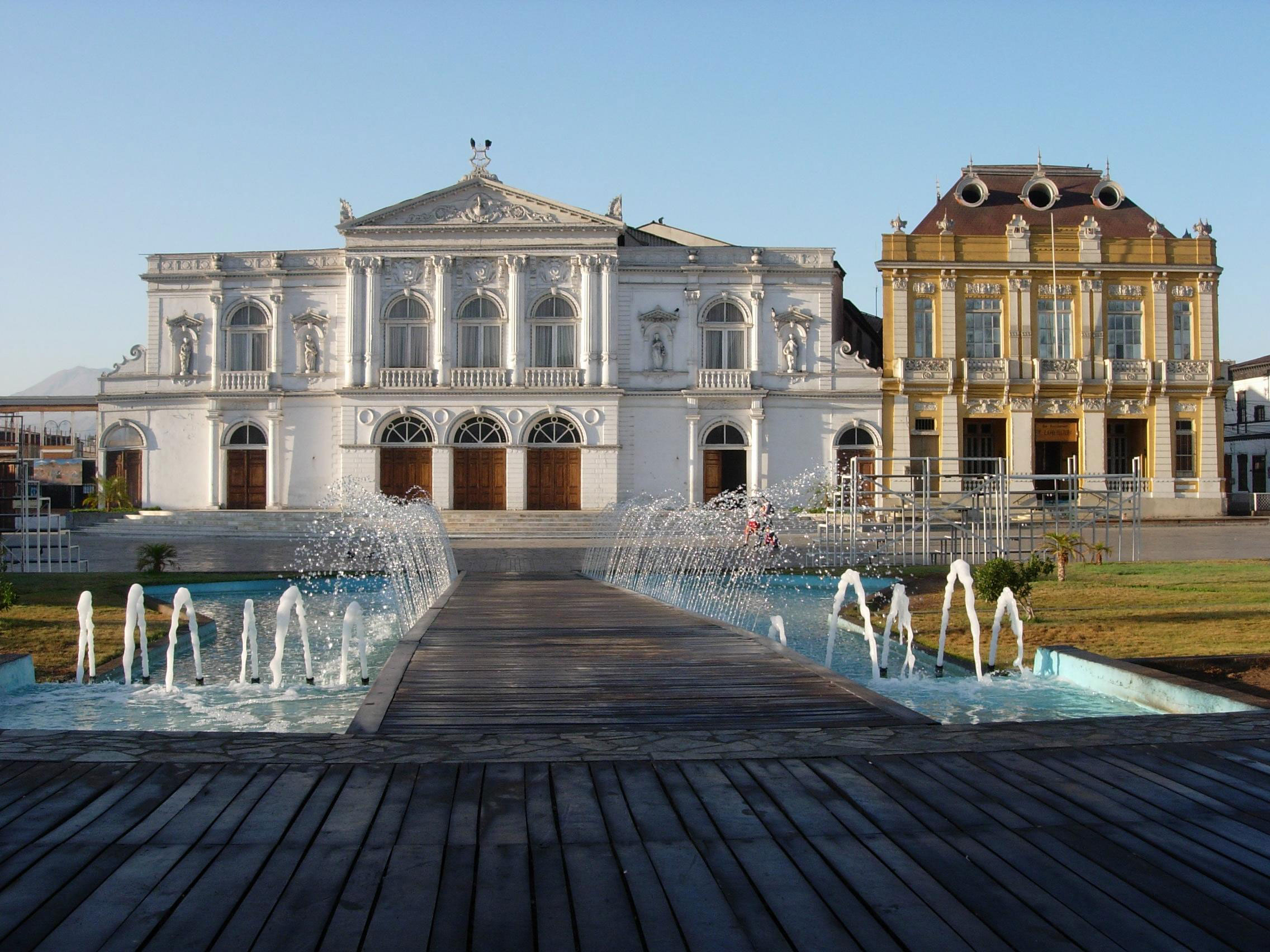
Casco histórico de Iquique.

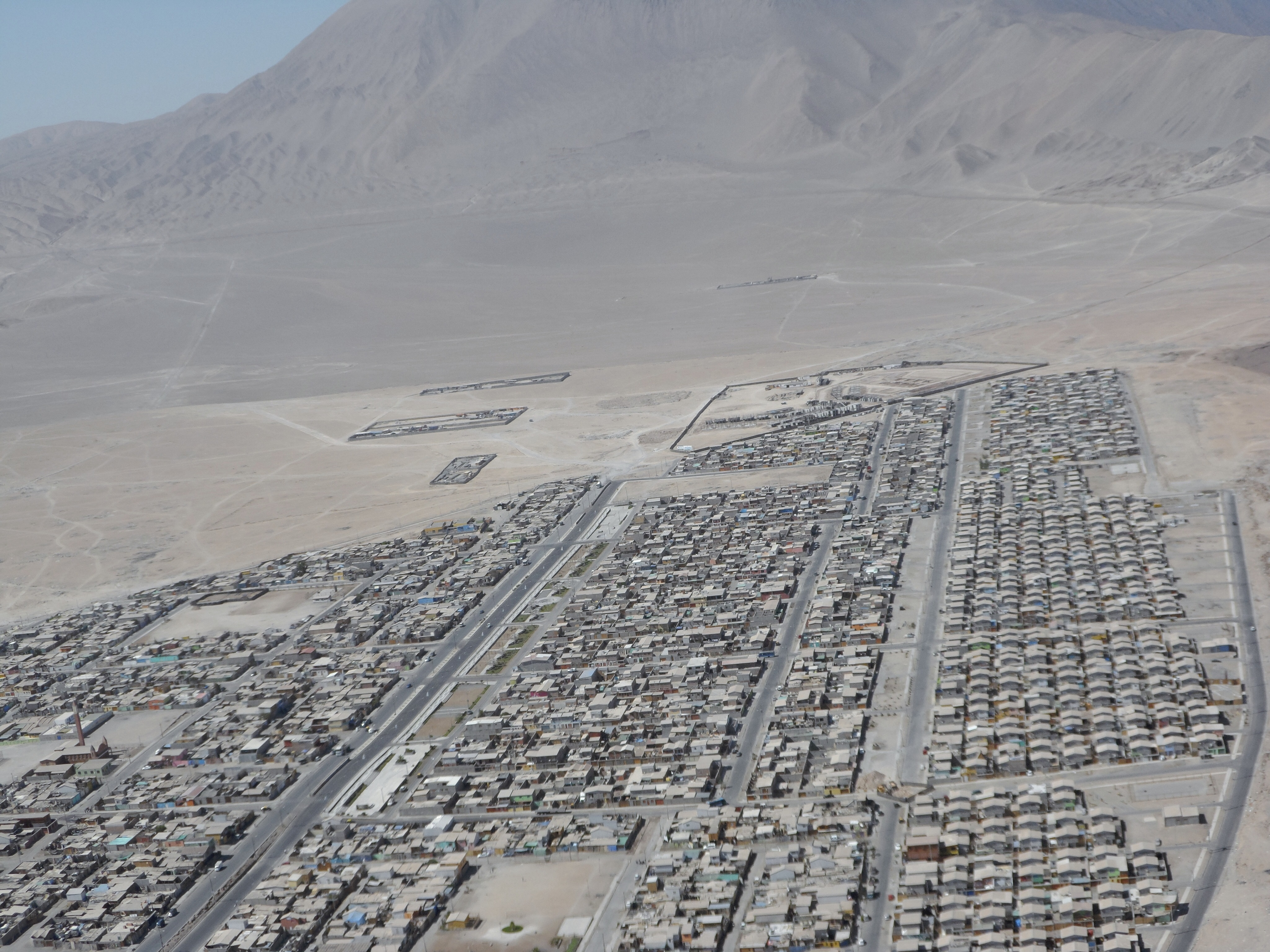
Vista aérea de parte de Alto Hospicio en 2013.

La conurbación se ha transformado según el INE en el séptimo centro urbano más poblado del país, con una población de 214.586 según el censo del año 2002 y según los resultados preliminares del censo 2012 contaría con 278.250 habitantes, siendo sólo superado por Antofagasta en el Norte Grande. Destaca su gran crecimiento durante el período 1992-2002 con un 42,4%, la segunda de mayor crecimiento entre las grandes ciudades de Chile, tras Los Ángeles, mientras que un crecimiento del 29,7% en el período 2002-2012.
La ciudad de Iquique se ha extendido hacia el oriente, hacia el sector de Alto Hospicio, y hacia el sur, en el sector de Bajo Molle. El mayor crecimiento se ha generado hacia Alto Hospicio, que concentra cerca de 30 000 viviendas. A pesar de la cercanía con Iquique, Alto Hospicio ha adquirido un creciente nivel de autonomía en la provisión de servicios, sobre todo a partir de la plena operación del antepuerto para camiones y el nuevo recinto penal concesionado.
En tanto, hacia el sector sur de la ciudad se ha ido radicando una población de mayores ingresos y alta disponibilidad de automóvil, cuyos vínculos con el resto de la ciudad serán resueltos con la vía expresa Circunvalación Sur que está en construcción entre la rotonda El Pampino y Bajo Molle, y la continuación de la  autopista A-1 entre Bajo Molle y el Aeropuerto Internacional Diego Aracena que actualmente está en pleno funcionamiento.

## Economía
Iquique se consolida como un centro de actividad comercial, turística y de servicios de escala regional y con proyección hacia los países vecinos.
La actividad comercial se ha desarrollado de manera acelerada, en particular en su vinculación con Bolivia y Paraguay, gracias a la conectividad vial íntegramente pavimentada en el corredor Huara–Colchane, el mejoramiento en doble calzada del acceso a Iquique desde la Panamericana y la conexión al puerto y a la zona franca mediante un acceso diseñado especialmente para flujos de carga. El puerto de Iquique bordea los tres millones de toneladas como movimiento anual, con una creciente participación de productos manufacturados provenientes del continente asiático.
La ciudad presenta alta congestión vehicular, esto se agraba aún más por el gran número de camiones que transitan por las avenidas de la ciudad. Se espera que a partir de la operación del antepuerto en Alto Hospicio y también gracias a la construcción en el corto plazo de una variante vial que circunda la ciudad para los camiones provenientes desde el sur vía Ruta Costera, entre la rotonda El Pampino y el sector de Bajo Molle y de allí a la Avenida Las Cabras-Puerto de Iquique. Además de los par viales de Juan Martínez-Arturo Fernández y Sotomayor-Esmeralda, se espera que la congestión vehicular se reduzca considerablemente. De esta forma la conducción por las avenidas y calles de la ciudad sea usada principalmente por la población iquiqueña, para viajes locales, paseos y acceso al litoral de playas.

## Relaciones internacionales
La conurbación Iquique-Alto Hospicio es sede de una serie de instituciones de relaciones internacionales, tales como la Unidad Regional de Asuntos Internacionales (URAI) del Gobierno Regional de Tarapacá en Iquique, encargada del análisis y gestión de las relaciones bilaterales y multilaterales de la región con los países vecinos de Perú y Bolivia, América Latina y el resto del mundo, la Comisión de Turismo, Patrimonio y Relaciones Internacionales del Consejo Regional de Tarapacá, la oficina regional en Iquique del Servicio Nacional de Migraciones, la oficina regional en Iquique de la Dirección General de Promoción de Exportaciones (ProChile), el Departamento de Migraciones y Policía Internacional de la Policía de Investigacionesen Iquique, y las Oficinas de Migrantes de la Municipalidad de Iquique y Municipalidad de Alto Hospicio.
En materia de relaciones internacionales y educación, los principales actores dentro de la conurbación Iquique-Alto Hospicio son la Dirección General de Relaciones Internacionales y el Instituto de Estudios Internacionales de la Universidad Arturo Prat, el que cuenta con los programas de formación de posgrado de Doctorado en Estudios Transfronterizos, y Magíster en Relaciones Internacionales y Estudios Transfronterizos.

### Consulados en Iquique
| - Bolivia (Consulado) - Brasil (Consulado Honorario) - China (Consulado General) - Colombia (Consulado Honorario) - España (Consulado Honorario) - Israel (Consulado Honorario) | - Italia (Consulado Honorario) - Noruega (Consulado Honorario) - Países Bajos (Consulado Honorario) - Paraguay (Consulado) - Perú (Consulado General) - Suecia (Consulado Honorario) - Turquía (Consulado Honorario) |

## Turismo
La actividad turística se ha expandido, haciendo de Iquique uno de los destinos relevantes a nivel nacional, sobre todo a partir del restaurado valor patrimonial de las calles céntricas de la ciudad, de las oficinas salitreras de la pampa y del borde costero urbano. A esto han contribuido fundamentalmente las acciones integradas desarrolladas en el entorno portuario de la Poza Histórica, que han posicionado el sector como un polo de atracción recreacional, en un ambiente Sómarino cada vez más limpio y con fluida operación de pequeñas embarcaciones turísticas que recorren la rada. La caleta Guardiamarina Riquelme se constituye en un hito en el sector costero, integrando la actividad pesquera artesanal a la ciudad, además de generar un espacio público valorado por la ciudadanía.
Un nuevo edificio público del MOP, inserto en pleno barrio patrimonial de la ciudad, aporta a la ciudadanía nuevos espacios de uso público con un diseño contemporáneo que respeta y pone en valor la edificación histórica circundante.
Los turistas nacionales y extranjeros acceden por el Aeropuerto Internacional Diego Aracena, con remozados servicios para el público, uno de los tres más importantes en tráfico de carga y pasajeros a nivel nacional y que cuenta con la certificación internacional para recibir vuelos foráneos. Actualmente el aeropuerto de la ciudad se encuentra en etapa de ampliación aumentando casi al doble su superficie construida, luego que la nueva concesionaria Aerotas ganara la licitación del Terminal. Otra forma creciente de acceso de turistas es a través de cruceros, con más de 15 arribos anuales.

## Telecomunicaciones
El Gran Iquique cuenta con un amplio abanico de radioemisoras, tanto radios nacionales como radios locales sumando más de 40 estaciones disponibles en el dial FM. También la ciudad cuenta televisión abierta y por cable donde es posible sintonizar canales de televisión de cadenas extranjeras, nacionales, regionales y como también canales locales con sede en Iquique.[cita requerida]